# Scots Wha Hae
Scots Wha Hae é uma música patriótica da Escócia, um hino não oficial. A letra é de Robert Burns.

## Letra
| Letra em scots 'Scots, wha hae wi Wallace bled, Scots, wham Bruce has aften led, Welcome tae yer gory bed, Or tae victorie. | Tradução para o português Escoceses, que têm com Wallace sangrado, Escoceses, a quem Bruce tem guiado, Bem-vindos à sua cama de sangue, Ou à vitória. |
| 'Now's the day, an now's the hour: See the front o battle lour, See approach proud Edward's power – Chains and Slaverie.    | Agora é o dia, e agora é a hora: Veja o fronte de batalha a baixo, Tenha um vislumbre do orgulhoso poder de Eduardo – Acorrentados e escravizados.    |
| 'Wha will be a traitor knave? Wha will fill a coward's grave? Wha sae base as be a slave? Let him turn an flee.             | Quem vai ser um canalha traidor? Quem vai encher uma sepultura inglória? Quem é tão baixo para ser um escravo? – Deixe-o se virar e fugir.            |
| 'Wha, for Scotland's king and law, Freedom's sword will strongly draw, Freeman stand, or Freeman fa, Let him on wi me.      | Quem pelo Rei e pela Lei da Escócia Uma espada livre vai fortemente brandir, Homem livre permanecer ou homem livre cair, Deixe-o me seguir.           |
| 'By Oppression's woes and pains, By your sons in servile chains! We will drain our dearest veins, But they shall be free.   | Pelas dores e tristeza opressiva, Por seus filhos na corrente da escravidão, Vamos drenar nossas preciosas veias Mas eles serão livres.               |
| 'Lay the proud usurpers low, Tyrants fall in every foe, Liberty's in every blow! – Let us do or dee.                        | Abaixo os orgulhosos usurpadores baratos, Os tiranos caem a cada inimigo, A liberdade está em cada sopro, Deixe-nos livres ou morram!                 |